# Верхнее Гуторово
Верхнее Гуторово — село в Курском районе Курской области России. Входит в состав Полевского сельсовета.

## География
Село находится в центральной части Курской области, в пределах южной части Среднерусской возвышенности, в лесостепной зоне, на левом берегу реки Сейм, на расстоянии примерно 26 километров (по прямой) к юго-востоку от города Курска, административного центра района и области. Абсолютная высота — 162 метра над уровнем моря.

### Улицы
В селе улицы: Луговая, Набережная, Центральная и Школьная.

### Климат
Климат характеризуется как умеренно континентальный, с относительно жарким летом и умеренно холодной зимой. Среднегодовая температура воздуха — 5,5 °С. Средняя температура воздуха самого тёплого месяца (июля) — 18,7 °C (абсолютный максимум — 37 °С); самого холодного (января) — −9,3 °C (абсолютный минимум — −35 °С). Безморозный период длится около 152 дней. Среднегодовое количество атмосферных осадков составляет 587 мм, из которых 375 мм выпадает в период с апреля по октябрь. Снежный покров образуется в первой декаде декабря и держится в среднем 125 дней.

### Часовой пояс
Село Верхнее Гуторово, как и вся Курская область, находится в часовой зоне МСК (московское время). Смещение применяемого времени относительно UTC составляет +3:00.

## Население
| 2002 | 2010 |
| ---- | ---- |
| 522  | ↘479 |

### Половой состав
По данным Всероссийской переписи населения 2010 года в половой структуре населения мужчины составляли 47,2 %, женщины — соответственно 52,8 %.

### Национальный состав
Согласно результатам переписи 2002 года, в национальной структуре населения русские составляли 99 %.

## Инфраструктура
Личное подсобное хозяйство. В селе 306 домов.

## Транспорт
Верхнее Гуторово находится в 9,5 км от автодороги федерального значения Р298 (Курск — Воронеж — автомобильная дорога Р22 «Каспий»; часть европейского маршрута E 38), в 4,5 км от автодороги регионального значения 38К-014 (Р-298 — Полевая), на автодорогe межмуниципального значения 38Н-298 (38К-014 — Верхнее Гуторово), в непосредственной близости от ж/д остановочного пункта Гуторово (линия Клюква — Белгород).
В 105 км от аэропорта имени В. Г. Шухова (недалеко от Белгорода).